# Anna Sophia Bonde
Anna Sophia Bonde, född 17 mars 1973, är en svensk präst och skribent.

## Biografi
Bonde anger sig ha en "solid pingsttradition i ryggen" med uppväxt på tältmöten och i kapellbänkar, men kom att studera teologi i Lund och prästvigas för Svenska kyrkan. Hon har på debattplats framfört att det inte finns något alternativ till äktenskapet mellan man och kvinna i den kristna teologin, och har problematiserat företeelser som feministteologi och inklusivt språk.
Bonde har intresserat sig för kvinnliga gestalter i Bibeln, och gett ut två böcker i ämnet. År 2019 gav hon ut Mina bibliska storasystrar: glimtar från Gamla testamentet, där recensenten LarsOlov Eriksson framhåller hennes förmåga att relatera de gamla texterna till vår egen tid, där det finns spännande och utmanande tankar om samvetsfrihet, abort och dödshjälp, och genomtänkta synpunkter på äktenskap, trohet och oskuld. År 2021 gav hon ut Mina bibliska storasystrar II: Glimtar från Nya testamentet. Samma recensent anger att Bonde friskt blandar nutid och dåtid, med träffsäkra reflektioner och associationer till litteratur och film, och att hon ger nödvändiga och värdefulla tankar om skam och skuld, trosförmedling, äktenskap och mycket mer.
Bonde är (2025) församlingsherde i Stensjöns församling i Mölndal. Hon är återkommande krönikör och debattör i Kyrkans Tidning och tidningen Dagen.